# Alfred Perot
Jean-Baptiste Alfred Pérot (Metz, 3 de novembro de 1863 — Paris, 28 de novembro de 1925 in Paris) foi um físico francês.
Sua mais significativa invenção, feita em conjunto com Charles Fabry em 1897, é o interferômetro de Fabry-Pérot.